# Iraklimelania
Iraklimelania is een geslacht van uitgestorven weekdieren uit de klasse van de Gastropoda (slakken).

## Soort
- Iraklimelania levis Willmann, 1981 †